# Gilia
Gilia és un gènere d'entre 25 i 50 espècies de plantes amb flor de la família Polemoniaceae, nativa de les regions tropicals i temperades d'Amèrica, des de sud-oest dels EUA al nord de Xile, on es fan majoritàriament en hàbitats desèrtics o semi-desèrtics. Ruiz i Pavon batejaren el gènere així en homenatge a l'astrònom i naturalista italià Filippo Luigi Gilii. Al llarg dels temps, algunes espècies del Gilia han estat reclassificades en altres gèneres, i en els anys 90 hom proposà de segregar-n'hi un seguit d'espècies i integrar-les en l'"adormit" gènere Aliciella, que en el passat ja havia acollit espècies que passaren al Gilia.
Són herbes anuals, i més rarament perennes, que creixen fins a fer de 10–120 cm d'alçada. Les fulles estan disposades en espiral, normalment són pinnades, formant una roseta basal en la majoria de les espècies. Les flors creixen en panícules, amb una corol·la amb cinc pètals, que poden ser blaus, blancs, rosa o grocs.
Les espècies del Gilia són consumides per les larves d'algunes espècies de lepidòpters com la Schinia aurantiaca i Schinia biundulata (aquesta darrera menja exclusivament la G. cana).

## Taxonomia
Les marcades amb el caràcter (+) s'atribueixen modernament al gènere Alicella.
- Gilia achilleifolia Benth.
- Gilia aliquanta A. et V. Grant
- Gilia angelensis V. Grant
- Gilia australis (H. Mason i A.D. Grant) A.D. Grant & V.E. Grant
- Gilia austrooccidentalis (A.et V. Grant) A.et V. Grant
- Gilia brecciarum M.E. Jones
- Gilia caespitosa A.Gray (+)
- Gilia campanulata Gray
- Gilia cana (M.E. Jones) Heller
- Gilia capillaris Kellogg
- Gilia capitata Sims
- Gilia caruifolia Abrams
- Gilia clivorum (Jepson) V. Grant
- Gilia clokeyi Mason
- Gilia diegensis (Munz) A.et V. Grant
- Gilia filiformis Parry ex Gray
- Gilia flavocincta A. Nels.
- Gilia formosa Greene ex Brand (+)
- Gilia haydenii A. Gray (+)
- Gilia heterostyla S. Cochrane & A.G.Day (+)
- Gilia hutchinsifolia Rydb. (+)
- Gilia incisa Benth.
- Gilia inconspicua (Sm.) Sweet
- Gilia insignis (Brand) Cory i Parks
- Gilia interior (Mason & A. Grant) A.et V. Grant
- Gilia inyoensis I.M. Johnston
- Gilia latiflora (Gray) Gray
- Gilia latifolia S. Wats. (+)
- Gilia leptalea (Gray) Greene
- Gilia leptantha Parish
- Gilia leptomeria A. Gray (+)
- Gilia lottiae A.G.Day (+)
- Gilia ludens Shinners
- Gilia maculata Parish
- Gilia malior Day & V. Grant
- Gilia mcvickerae M.E. Jones (+)
- Gilia mexicana A. et V. Grant
- Gilia micromeria A. Gray (+)
- Gilia millefoliata Fisch. i C.A. Mey.
- Gilia minor A.et V. Grant
- Gilia modocensis Eastw.
- Gilia nevinii Gray
- Gilia nodocensis Eastw.
- Gilia nyensis Reveal (+)
- Gilia ochroleuca M.E. Jones
- Gilia ophthalmoides Brand
- Gilia penstemonoides M.E. Jones (+)
- Gilia pentstemonoides M. E. Jones
- Gilia pinnatifida Nutt. ex Gray (+)
- Gilia rigidula Benth.
- Gilia ripleyi Barneby (+)
- Gilia salticola Eastw.
- Gilia scopulorum M.E. Jones
- Gilia sedifolia Brandeg. (+)
- Gilia sinistra M.E. Jones
- Gilia sinuata Dougl. ex Benth.
- Gilia splendens Dougl. ex Mason & A. Grant
- Gilia stellata Heller
- Gilia stenothyrsa Gray
- Gilia stewartii I.M. Johnston
- Gilia subacaulis Rydb. (+)
- Gilia subnuda Torr. ex A. Gray (+)
- Gilia tenerrima Gray
- Gilia tenuiflora Benth.
- Gilia tenuis F.G. Sm. i Neese (+)
- Gilia transmontana (H. Mason & A.D. Grant) A.D. Grant & V.E. Grant
- Gilia tricolor Benth.
- Gilia triodon Eastw. (+)
- Gilia tweedyi Rydb. (+)